# Rivière des Jardins
Rivière des Jardins är ett vattendrag i Kanada.   Det ligger i provinsen Québec, i den sydöstra delen av landet, 260 km nordväst om huvudstaden Ottawa.
I omgivningarna runt Rivière des Jardins växer i huvudsak blandskog. Trakten runt Rivière des Jardins är nära nog obefolkad, med mindre än två invånare per kvadratkilometer.